# Tsurushi

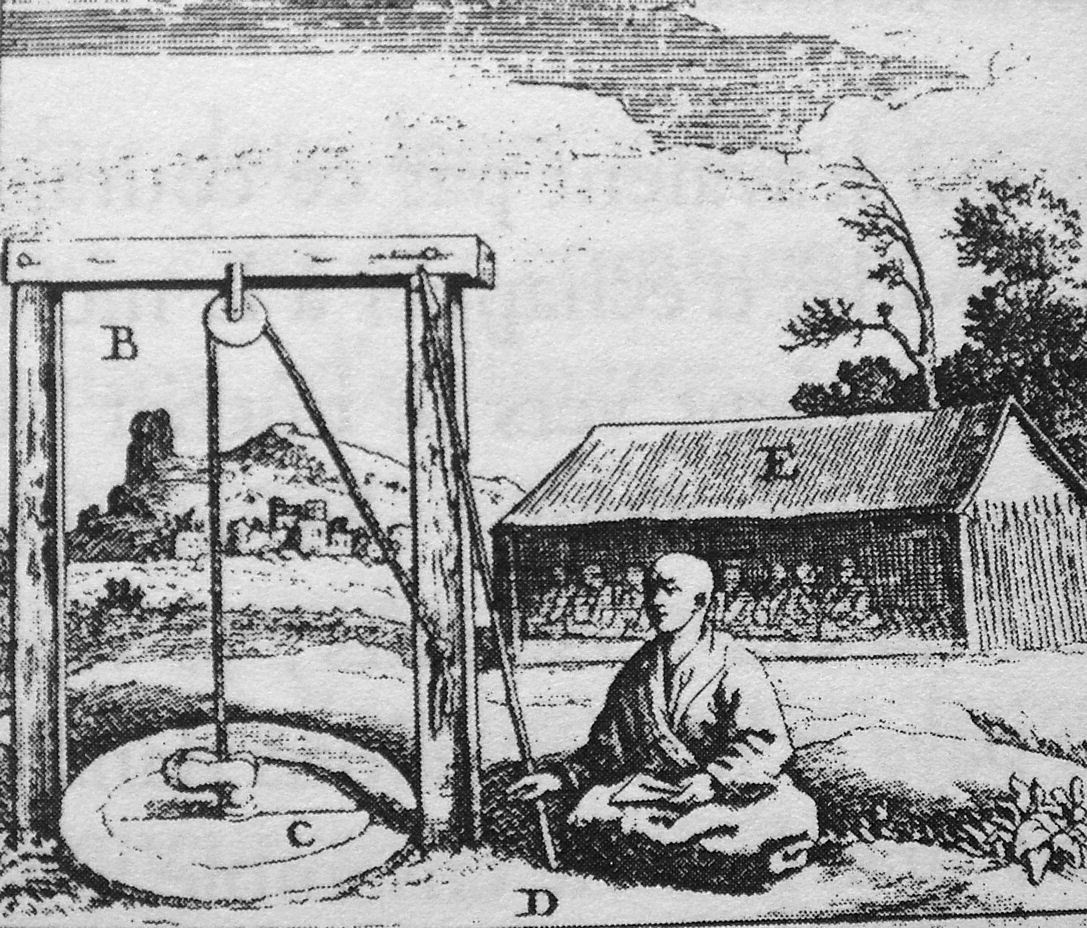
Ilustración del tsurushi.

Tsurushi (en japonés: 釣殺し) fue una técnica de tortura japonesa utilizada en el siglo XVII para obligar a los cristianos ("kirishitan") a rechazar su fe. Tanto los cristianos japoneses como los occidentales fueron sometidos a la tortura. Cuando el torturado era colgada por los pies con una cuerda, una de las manos estaba sujetada con una cuerda, pero otra sería colgada libremente, por lo que mediante un signo podía mostrar que se retractaba de su fe. 
La técnica era insoportable para los sometidos a ella. El cuerpo era a menudo introducido en un agujero, a menudo lleno de excrementos en la parte inferior. Normalmente, un corte se hacía en la frente para que la presión sanguínea disminuyera en el área alrededor de la cabeza.
Una víctima notable de este método de tortura fue san Lorenzo Ruiz, el primer mártir filipino en ser canonizado por la Iglesia católica.
El tsurushi se hizo famoso en la novela Silencio de Shusaku Endo.